# Chapelle Notre-Dame-de-la-Pitié de Beaulieu
La chapelle Notre-Dame-de-Pitié est une chapelle partiellement romane située à Beaulieu dans le département français de l'Hérault en région Occitanie.

## Historique
La partie romane de la chapelle fut construite au XIIe siècle.
Propriété de la commune, la chapelle, à l'exclusion du bâtiment moderne attenant, fait l'objet d'un classement au titre des monuments historiques depuis le 8 juin 1979.

## Architecture

### Structure générale
La chapelle Notre-Dame-de-Pitié se compose d'une partie romane du XIIe siècle, à l'est, et d'une nef moderne, à l'ouest.

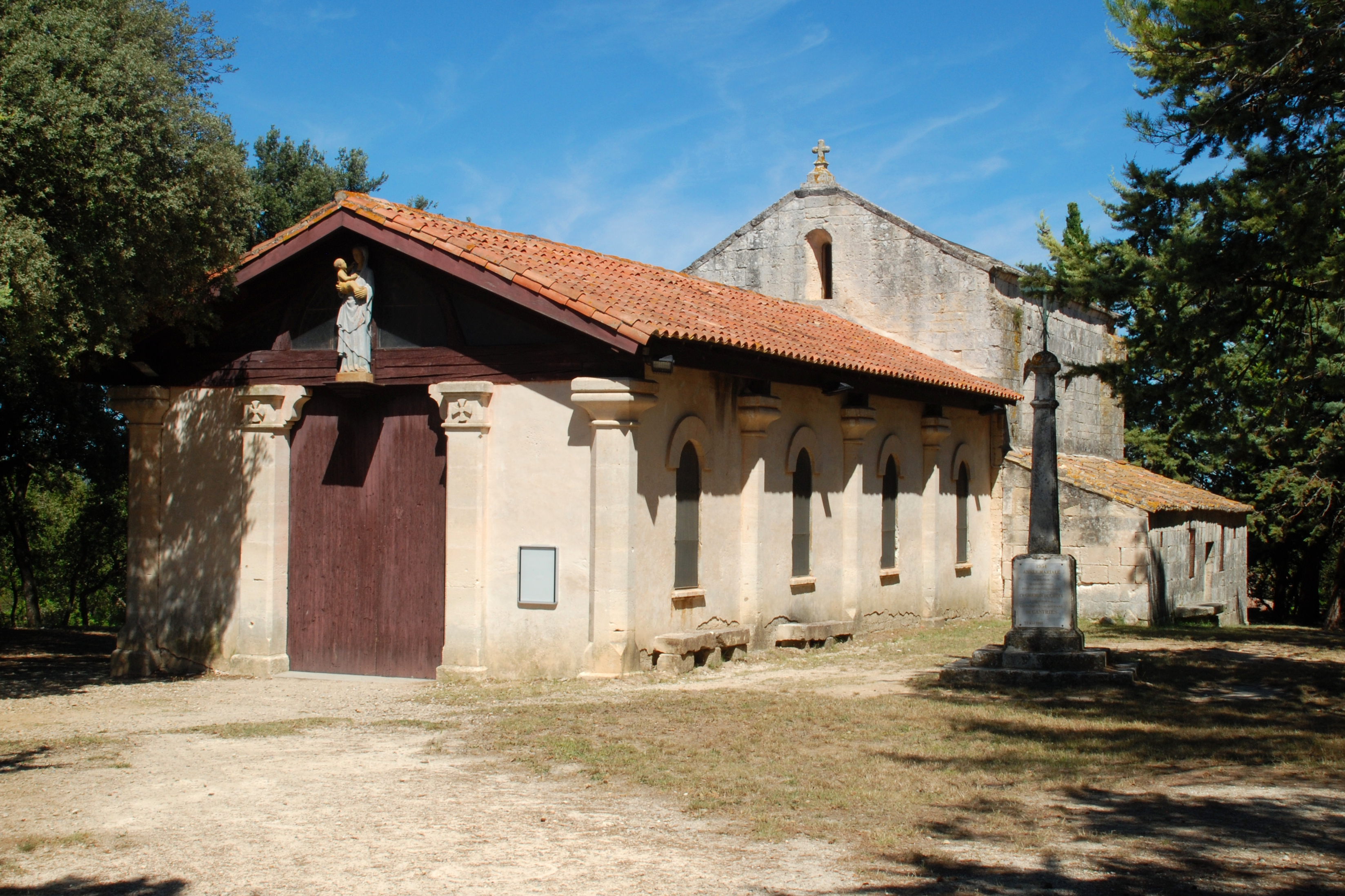
La nef moderne, à gauche, et la chapelle romane, à droite.

### La nef moderne
La chapelle romane est précédée à l'ouest d'une nef moderne beaucoup plus basse, non classée.
Cette nef moderne de cinq travées, couverte de tuiles, possède des façades enduites rythmées par des pilastres de style néo-classique de section semi-octogonale entre lesquels prennent place des baies cintrées à l'archivolte saillante.

### La chapelle romane

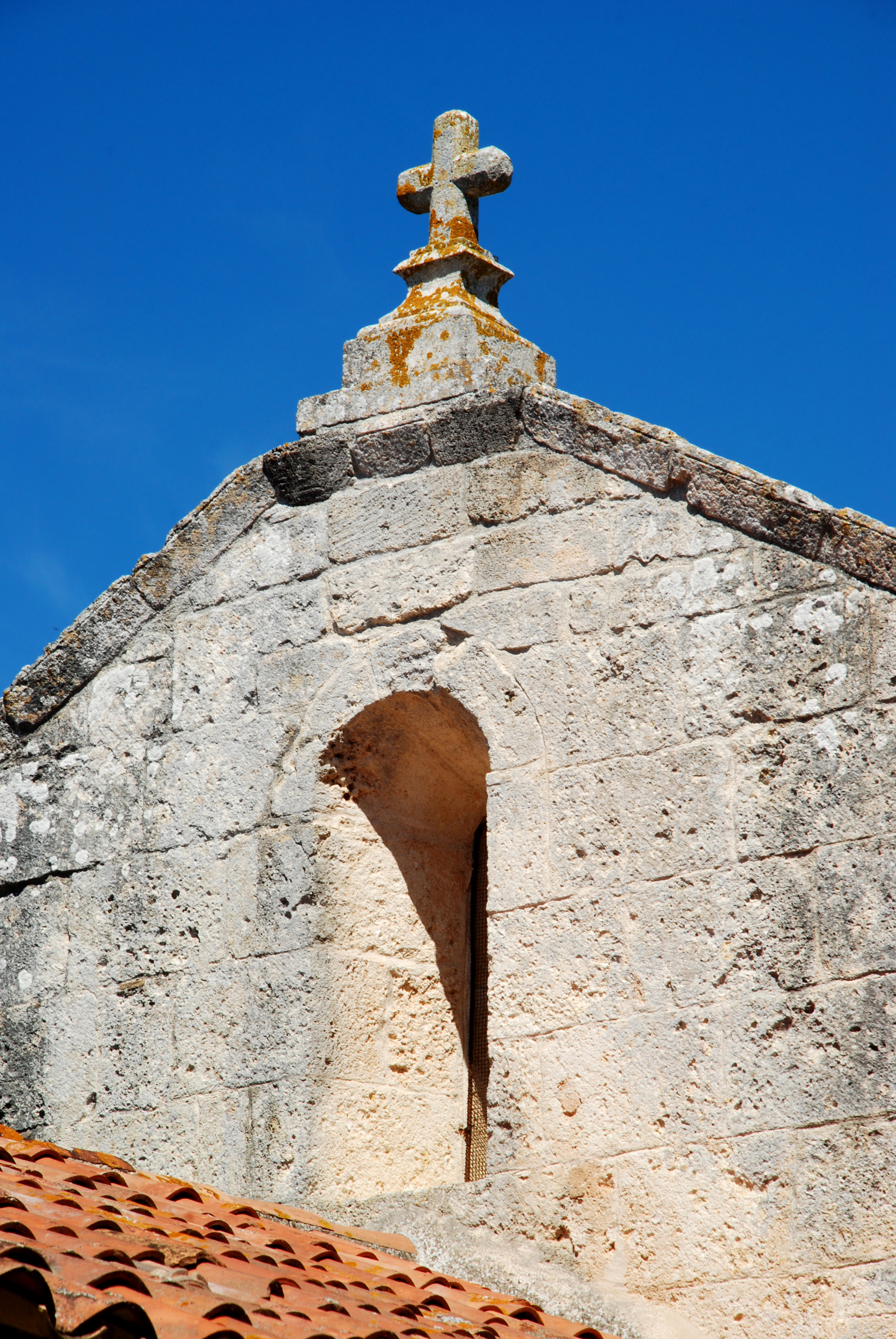
Pignon de la chapelle romane.

La chapelle romane, à l'est, est un édifice de trois travées construit en pierre de taille assemblée en grand appareil, avec, par endroits, des traces d'opus monspeliensis (appareil alterné de Montpellier).
Sa façade méridionale, précédée de bâtiments ajoutés ultérieurement, est soutenue aux extrémités par deux puissants contreforts et percée de deux hautes baies cintrées à simple ébrasement.
Sa façade occidentale, masquée en grande partie par la nef moderne, montre encore un pignon triangulaire tronqué percé d'une baie cintrée et surmonté d'une croix de pierre.
|  |  |

### Le chevet roman

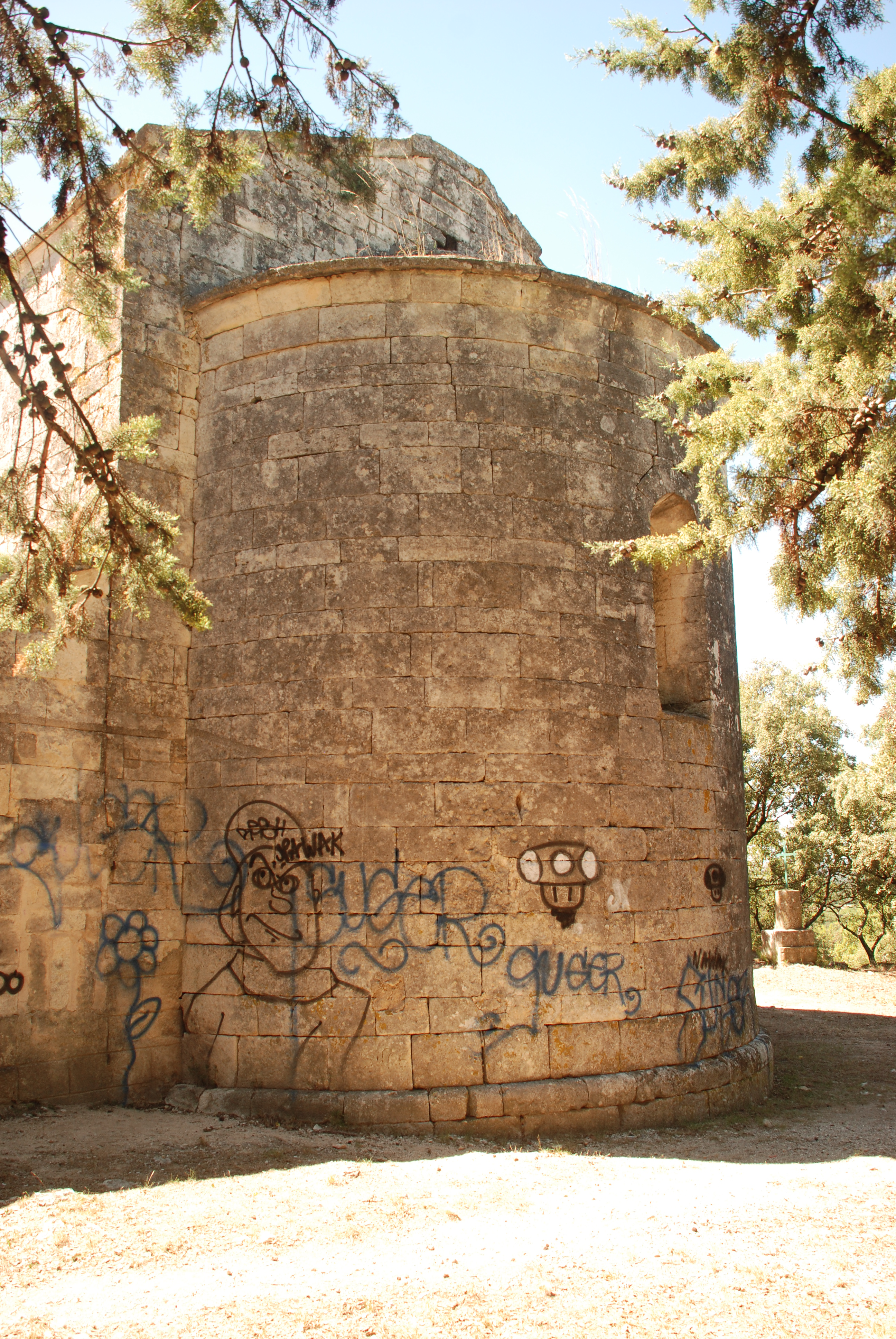
Le chevet roman.

À l'est, la chapelle présente un chevet roman composé d'une abside semi-circulaire unique édifiée en blocs de pierre de taille de grande taille assemblés en opus monspeliensis (appareil alterné de Montpellier).
Ce chevet, reposant sur un petit soubassement d'une hauteur de deux assises, est percé d'une baie cintrée à simple ébrasement et surmonté d'une simple corniche moulurée.

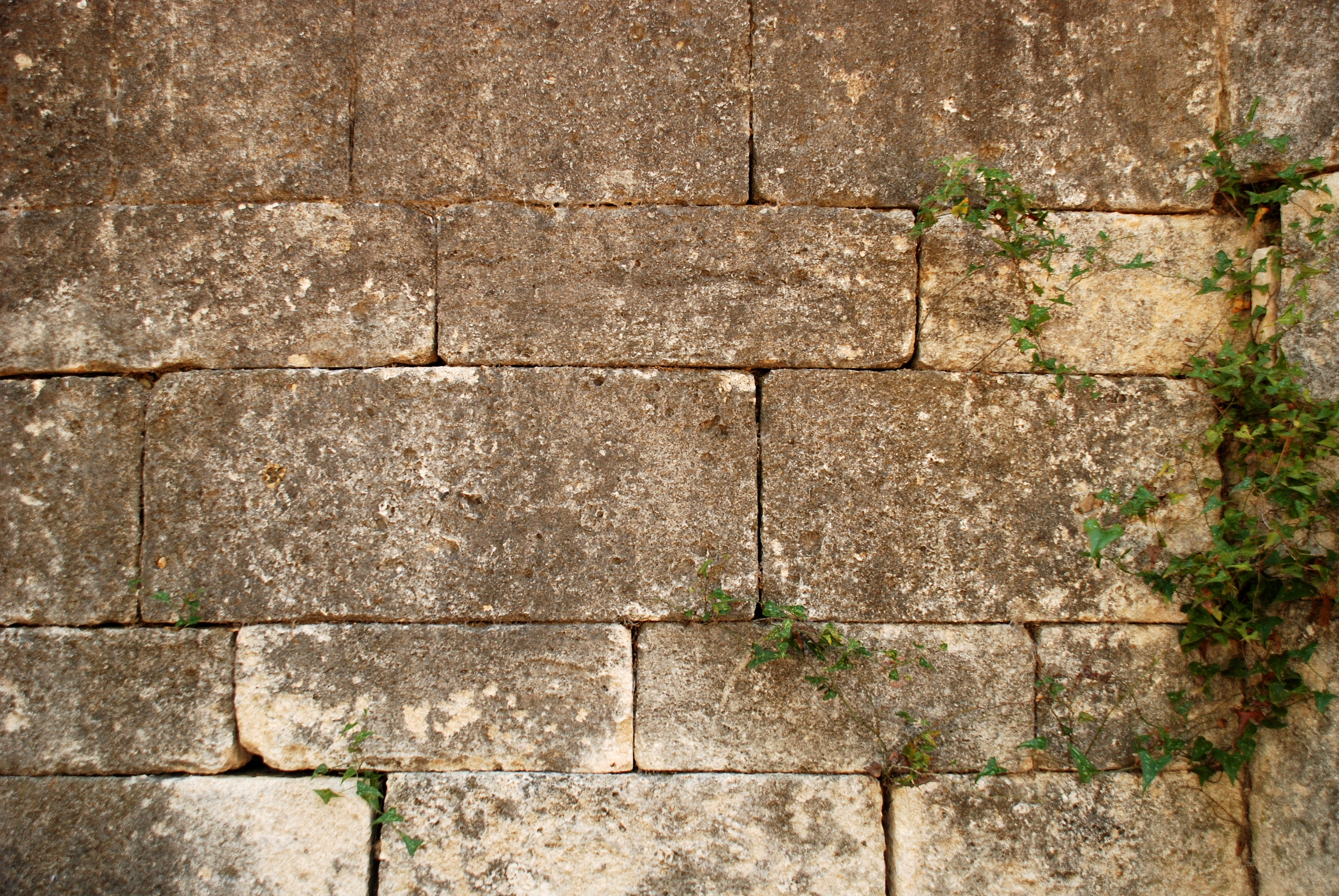
Opus monspeliensis du chevet.